# Дадех-Сакі
Дадех-Сакі (перс. دده‌سقی‎) — село в Ірані, входить до складу дехестану Баш-Калах у Центральному бахші шахрестану Урмія провінції Західний Азербайджан.